# Regulator (reglerteknik)

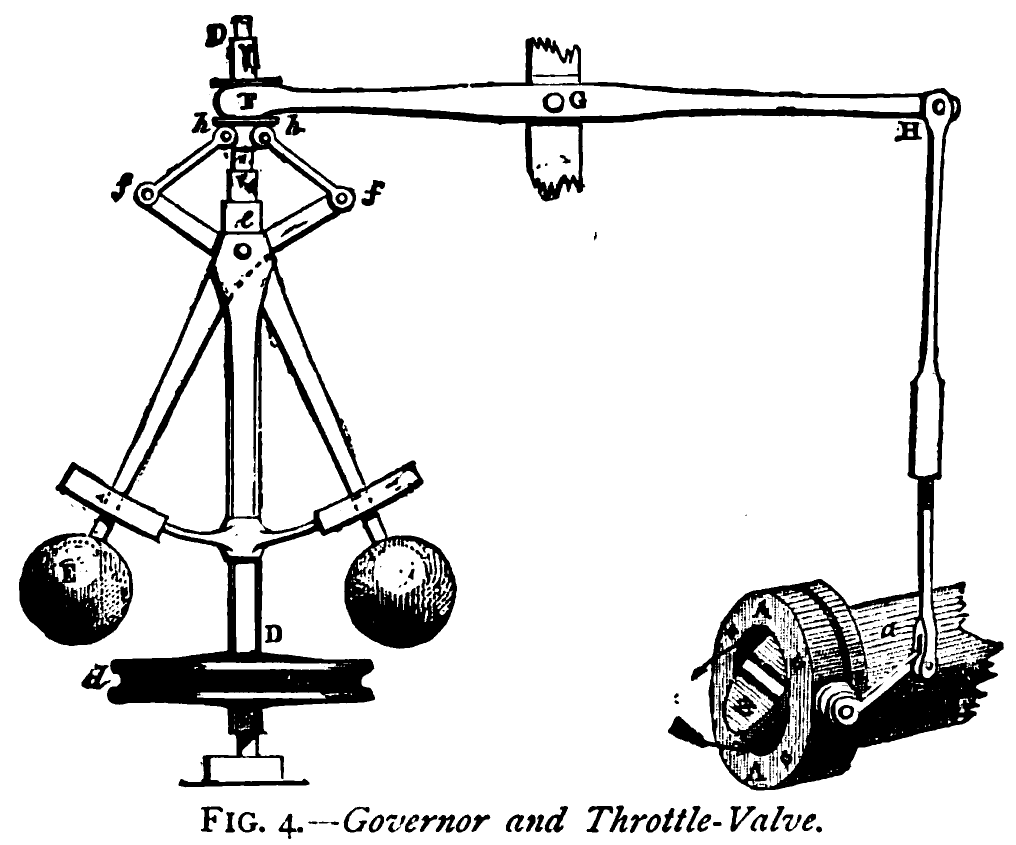
Centrifugalregulator för ångmaskiner

En regulator är inom reglertekniken en apparat som beräknar och ställer ut en styrsignal till ett system. Termen innefattar dels de matematiska formlerna för att räkna ut styrsignalen samt den fysiska apparat som levererar styrsignalen.
En regulator kan ibland automatiskt eller manuellt ställas in och kontrollerar ibland resultatet genom återkoppling.

## Exempel
Låt oss anta att man kör en bil och målet är att köra på 100 km/h och man har till hjälp bara gaspedalen att kontrollera situationen med.
Exemplet representerar ett enkelt reglertekniskt fall där bilen representerar själva systemet. Redskapen som gör kontrolleringen möjlig är våra ögon (mätdonet) samt vårt omdöme som beräknar lämplig gasgivning. I detta exempel är föraren en regulator.
Reglerteknik går alltså ut på att skapa regulatorer som är anpassade till de olika system som har till syfte att styra systemen till de önskade värdena/resultaten. Med anpassade menas här att den skapade regulatorn är konstruerad på ett sätt som gör att styrningen av systemen blir så optimal som möjligt (snabb styrning eller felfri styrning etc.).
Den mest grundläggande regulatorn är PID-regulatorn som är en bra introduktion till reglerteknik. 